# Johan Henrik Clemens
Johan Henrik Clemens, född 2 november 1786 i Stockholm, död 3 januari 1833 i Stockholm, var en svensk guldsmed och kopparstickare.
Han var son till svarvaren Carl Fredrik Clemens och Botilla. Hans mest spridda verk är kopparsticket på bland annat titelbladet i en upplaga av Svenska psalmboken (Strängnäs 1824). Han utförde även vinjetter. Clemens är representerad vid Nationalmuseum i Stockholm.